# Hot Brain
Hot Brain est un jeu vidéo de réflexion sorti en 2007 sur PlayStation Portable. Le jeu a été développé et édité par Midway.